# Pseudomicronia advocataria
Pseudomicronia advocataria är en fjärilsart som beskrevs av Walker. Pseudomicronia advocataria ingår i släktet Pseudomicronia och familjen Uraniidae. Inga underarter finns listade.